# Bonus-Zertifikat
Ein Bonus-Zertifikat ist ein Zertifikat, das als Alternative zu einem Investment in eine Aktie oder einen Index dient. Der Anleger geht bei dieser Anlage von steigenden, stagnierenden oder moderat fallenden Kursen aus. Das Zertifikat wird von Banken emittiert und kann sowohl an der Börse oder auch im außerbörslichen Handel direkt mit dem Emittenten gehandelt werden.

## Grundsätzliches
Da es sich bei Zertifikaten um Schuldverschreibungen handelt, besteht hier das Emittentenrisiko. Die Zahlungsunfähigkeit des Emittenten kann einen Totalverlust des Investments nach sich ziehen.
Bonus-Zertifikate gehören neben Discountzertifikaten und Aktienanleihen zu den in Deutschland am häufigsten gehandelten Zertifikaten.
Gewinne aus Zertifikaten müssen in Deutschland mit der Abgeltungssteuer versteuert werden.

## Funktionsweise
Dem Bonus-Zertifikat liegt ein Basiswert (Underlying) zugrunde. Das kann eine Aktie, ein Aktienkorb oder ein Index sein. Die Eigenschaften des Bonus-Zertifikat, die die Wertentwicklung bestimmen sind:
- Ausgangswert des Basiswertes
- Schwelle
- Bonusniveau
- Fälligkeitsdatum
- Bezugsverhältnis

Der Inhaber des Bonus-Zertifikat erhält je nach Kursentwicklung folgende Auszahlung bei Fälligkeit:
- Für den Fall, dass der Kurs des Basiswertes die Schwelle während der Laufzeit niemals erreicht oder unterschritten hat
  - und der Kurs des Basiswertes über dem Bonusniveau liegt, den Kurswert des Basiswertes (Fall 1)
  - und der Kurs des Basiswertes unter dem Bonusniveau liegt, den Bonuswert (Fall 2)
- Für den Fall, dass der Kurs des Basiswertes die Schwelle während der Laufzeit jemals erreicht oder unterschritten hat, den Kurswert des Basiswertes (Fall 3)

Verglichen mit einer Direktanlage im Basiswert gilt bei einer Anlage in einem Bonus-Zertifikat
- im Fall 1: Der Gewinn ist um die Kosten des Bonus-Zertifikates und der Ausschüttungen/Dividenden des Bonus-Zertifikates geringer als die Direktanlage (der Anleger macht einen geringeren Gewinn)
- im Fall 2: Der Gewinn ist um die Differenz zwischen Bonusniveau um Kurswert des Basiswertes höher (bzw. ein moderater Verlust wird hier zum Gewinn)
- im Fall 3: Der Verlust ist um die Kosten des Bonus-Zertifikates und der Ausschüttungen/Dividenden des Bonus-Zertifikates höher als die Direktanlage

Entsprechend gehen Anleger von Bonus-Zertifikaten von einer Seitwärtsbewegung bzw. einem leichten Steigen des Basiswertes (Aktie oder Index) aus. Auch ein moderates Fallen des Basiswertes ist möglich, um noch Gewinn zu machen. Im ungünstigsten Fall wird das Zertifikat zu Laufzeitende zum aktuellen Kurs des jeweiligen Basiswertes getilgt oder der Basiswert wird angedient (physische Ausübung).
Der Ausgangswert ist die Berechnungsgrundlage für die zukünftige Wertentwicklung des Zertifikates.
Die Schwelle ist ein Treiber des Risikos des Zertifikates. Je größer der Abstand zum Kurswert des Underlyings, umso geringer ist das Risiko, dass eine Unterschreitung durch den Basiswert erfolgt. Ein zweiter Risikotreiber ist die Volatilität des Basiswertes. Je geringer diese Volatilität, umso geringer ist das Risiko, das eine Unterschreitung durch den Basiswert erfolgt. Der dritte Risikotreiber ist die Laufzeit: Je länger die Laufzeit, umso größer ist das Risiko, dass der Kurs irgendwann die Schweller erreicht oder unterschreitet.
Umgekehrt führen niedrige Risiken der genannten Punkte zu einem geringen Bonusniveau. Ebenfalls bestimmt die Höhe der Ausschüttungen/Dividenden das Bonusniveau: Hohe Ausschüttungen/Dividenden (auf die der Käufer des Zertifikates ja verzichtet) führen zu einem höheren Bonusniveau.
Das Fälligkeitsdatum sollte zum Anlagehorizont des Anlegers passen.
Das Bezugsverhältnis ist meist 1:1, kann jedoch, z. B. bei teuren Aktien wie Amazon, nur einen Bruchteil des Basiswertes betragen.
Der Bonus wird bei Laufzeitende ausgezahlt, wenn während der gesamten Laufzeit die Schwelle nicht berührt oder unterschritten wurde. Bei Touchieren oder Unterschreiten der Schwelle wird, je nach Ausgestaltung des Zertifikats, entweder der aktuelle Kurs des Basiswertes ausgezahlt oder der Basiswert selbst eingebucht.
Entwickelt sich der Basiswert über das Bonusniveau hinaus, so nimmt das Zertifikat an der Wertentwicklung teil, allerdings entfallen Ausschüttungen/Dividenden.

## Konstruktion
Ein Bonus-Zertifikat besteht aus einem Zero-Strike-Call und einer Down-and-Out-Put-Barrier-Option auf den Basiswert.
Der Zero-Strike-Call ist eine Call-Option mit dem Basispreis Null, bei dem die Kursentwicklung des Basiswertes 1:1 mit nachvollzogen wird. Der Unterschied zum Basiswert ist, dass auf die Dividenden verzichtet wird.
Bei der Down-and-Out-Put-Barrier-Option wird bei Fälligkeit ein festgelegter Betrag (= Bonuslevel) ausgezahlt, wenn die Barriere während der Laufzeit zu keinem Zeitpunkt verletzt wird. Bei Berühren der Barriere verfällt die Option wertlos, so dass sich das Bonus-Zertifikat auf den Zero-Strike-Call reduziert.

## Varianten

### Bonus-Pro-Zertifikat
Der Unterschied zum einfachen Bonus-Zertifikat besteht darin, dass die relevante Sicherheitsschwelle nicht während der ganzen Laufzeit, sondern nur in einem bestimmten Zeitraum (1 Tag, 1 Woche oder 1 Monat etc. vor Laufzeitende) betrachtet wird.

### Reverse-Bonus-Zertifikat
Das Reverse-Bonus-Zertifikat richtet sich an den Anleger, der von einem Fallen des Basiswertes ausgeht. Die Schwelle wird nicht unter, sondern über dem Basiswert fixiert und das Bonus-Level unter dem Basiswert.

### Korridor-Bonus-Zertifikat
Das Korridor-Bonus-Zertifikat profitiert, wenn der Basiswert während der gesamten Laufzeit innerhalb einer vordefinierten Bandbreite bleibt.
Wird zuerst die untere Schwelle touchiert, wird aus dem Korridor-Bonus-Zertifikat ein Long-Zertifikat, das sich an der Wertentwicklung des Basiswertes orientiert und dementsprechend bei Laufzeitende auch ausgezahlt wird. Wird zuerst die obere Schwelle berührt, dann wird das Bonus-Zertifikat zu einem Short-Zertifikat, das erst bei einem Fallen des Basiswertes Gewinn erwirtschaftet.

### Reverse-Bonus-Pro-Zertifikat
Das Reverse-Bonus-Pro-Zertifikat (s. Reverse-Bonus-Zertifikat) ist genauso strukturiert wie das Reverse-Bonus-Zertifikat, mit dem einzigen Unterschied, dass die relevante Sicherheitsschwelle in einem bestimmten Zeitraum maßgeblich ist.

### Capped Bonus-Zertifikat
Das Capped Bonus-Zertifikat ist mit einer Gewinnobergrenze (Cap) ausgestattet. Sollte sich der Basiswert über die Gewinnobergrenze hinausbewegen, so nimmt das Zertifikat an dieser Wertentwicklung nicht mehr teil. Der Cap entsteht durch den zusätzlichen Verkauf einer Call-Option des Basispreises in Höhe des Caps.

### Multi-Bonus-Zertifikat
Der Basiswert dieses Zertifikates bildet einen Korb aus mehreren (meist zwei bis vier) Aktien bzw. Indizes. Unterschreitet keiner der Basiswerte innerhalb der Laufzeit die zu Beginn fixierten Schwellen, erhält der Anleger den Bonusbetrag. Überschreiten alle Basiswerte des Korbes das Bonuslevel, wird das Zertifikat am Fälligkeitstag zum Betrag des Basiswertes mit der schwächsten Entwicklung zurückgezahlt.
Berührt nur einer der Werte im Korb die Schwelle, verfällt der Bonus. Die Auszahlung zu Laufzeitende orientiert sich an dem Basiswert mit der schlechtesten Wertentwicklung während der Laufzeit.

### Capped Reverse-Bonus-Zertifikat
Das Capped Reverse-Bonus-Zertifikat ist genauso aufgebaut, wie das Reverse-Bonus-Zertifikat. Der Unterschied besteht jedoch darin, dass das Zertifikat nicht mehr an der Wertentwicklung des Basiswertes teilnimmt, wenn sich dieser über die vorher definierte Gewinnschwelle hinaus bewegt.

### Capped Multi-Bonus-Zertifikat
Der Basiswert dieses Derivates ist wie das Multi-Bonus-Zertifikat strukturiert. Jedoch erfolgt die Auszahlung zu Laufzeitende, sofern keine Schwellenberührung durch einen der Basiswerte erfolgte, zu einem Prozentbetrag über dem Ausgabekurs (z. B. Emissionspreis 100 %, Tilgungsbetrag 125 %).

### Capped Bonus-Pro-Zertifikat
Das Zertifikat ist genauso aufgebaut, wie das Bonus-Pro-Zertifikat, mit dem Unterschied, dass das Zertifikat nicht an der Wertentwicklung des Basiswertes teilnimmt, wenn dieser sich über eine vorher fixierte Bonusschwelle hinaus bewegt.

### Capped Reverse-Bonus-Pro-Zertifikat
Der Unterschied zum Capped Bonus-Pro-Zertifikat besteht darin, dass die Schwelle über dem Basiswert fixiert wird und die Bonusgrenze darunter.

### Weitere Zertifikate
Es gibt weitere Zertifikate, wie z. B. Protect-Bonus-Zertifikat, Double-Bonus-Zertifikat oder Lock-in-Bonus-Zertifikat. Die jeweiligen Funktionsweisen dieser Spezial-Zertifikate sind dem Emissionsprospekt des Emittenten zu entnehmen.

## Kosten
Bei einem Zertifikat können folgende Kosten anfallen:
- Ordergebühr
- Ausgabeaufschlag
- Geld-Brief-Spanne
- Managementgebühr
- Innenprovision
- Quanto-Kosten
- Rücknahmegebühr

Ordergebühr ist die Gebühr, die für den Erwerb des Zertifikats bei der Depotbank anfällt.
Ausgabeaufschlag wird bei Zertifikaten mit einer Zeichnungsfrist fällig, der auf den Emissionskurs aufgeschlagen wird.
Ausgabeaufschlag wird bei neu herausgegebenen Zertifikaten erhoben. Er kann sich auf 1,0 bis 3,0 Prozent des Ausgabekurses belaufen. Über die genaue Höhe gibt der Verkaufsprospekt Auskunft.
Geld-Brief-Spanne bezeichnet die Differenz zwischen Kaufpreis (Briefkurs) und Verkaufspreis (Geldkurs). Der Briefkurs liegt immer über dem Geldkurs. In der Regel ist die Spanne umso größer, je seltener das Zertifikat gehandelt wird.
Managementgebühr wird quartalsweise oder jährlich erhoben und innerhalb des Zertifikats verrechnet. Hier handelt es sich um versteckte Kosten, die sich wertmindernd auf das Zertifikat auswirken. Meist beträgt sie zwischen 0,5 und 1,5 Prozent jährlich und wird bei Zertifikaten mit unbeschränkter Laufzeit erhoben.
Bei Zertifikaten gibt es grundsätzlich keine Dividendenzahlungen.
Innenprovision erhalten die Vertriebspartner, die das jeweilige Zertifikat anbieten, als Entgelt für die Vermittlung an ihre Kunden. Die Innenprovision kann zwischen 1,0 und 3,0 Prozent des Ausgabepreises betragen und wirkt sich ebenfalls wertmindernd auf das Wertpapier aus.
Quanto-Kosten, sind Kosten die bei Zertifikaten entstehen, die sich auf ausländische Aktien oder Indizes beziehen. Durch das Quanto soll das Währungsrisiko ausgeschaltet werden. Die Kosten liegen je nach Währung und deren Schwankung bei ca. 1,5 und 2,0 Prozent jährlich.
Rücknahmegebühren entstehen bei manchen Zertifikaten mit sehr komplexen Strukturen. Die ausgebende Bank erhebt dann Gebühren zwischen 1,0 und 2,0 Prozent, sollte das Zertifikat vor Laufzeitende zurückgegeben werden. Diese Gebühren sind im jeweiligen Verkaufsprospekt ausgewiesen.